# Ču Junšia
Ču Junšia (poenostavljeno kitajsko: 曲云霞; tradicionalno kitajsko: 曲雲霞; pinjin: Qǔ Yúnxiá), kitajska atletinja, * 25. december 1972, Liaoning, Ljudska republika Kitajska.
Nastopila je na poletnih olimpijskih igrah leta 1992 in osvojila bronasto medaljo v teku na 1500 m. Leta 1993 je osvojila naslov svetovne prvakinje v teku na 3000 m. 11. septembra 1993 je postavila svetovni rekord v teku na 1500 m s časom 3:50,46 s, ki je veljal do leta 2015.